# Mayssa Pessoa
Mayssa Raquel de Oliveira Pessoa (João Pessoa, 1984. szeptember 11. –) világ-és Pánamerika-bajnok, bajnokok ligája-győztes brazil válogatott kézilabdázó, kapus. 2023-as visszavonulása előtt a román Dunărea Brăila játékosa volt. 2016-ban a CSM București csapatával vívta ki a BL aranyérmet a Győri Audi ETO KC csapatával szemben. 

## Pályafutása
Pessoa 20 évesen hazájában kezdett kézilabdázni, a Lourdinhas játékosa volt 7 évig. Nem sokkal később, 1 év után strandkézilabdázni kezdett, és 2005-ben ő is tagja volt a világbajnoki brazil strandkézilabda válogatottnak. 27 évesen elhagyta Dél-Amerikát és Franciaországba, az Issy Paris Hand-hoz szerződött 1 évre. A szezon végén 2 szezonra aláírt az orosz Dinamo Volgográd csapatához. Ám itt sem hosszabbított, szerződése lejárta után a román CSM București ajánlatát fogadta el. 2016-ban hétméteresek után a Bukarestnek sikerült legyőznie a Győri Audi ETO KC csapatát, így története során először hódította el a BL-serleget. Pessoa 2-öt is hárított a hosszabbítás utáni hétméteresekben, az egyik Nycke Groot míg a másik Heidi Løke labdája volt. Gyakorlatilag neki köszönhette a csapat, hogy megnyerte a rangos eseményt. Ám Bukarestben sem maradt, 2016 nyarától a macedón ŽRK Vardar csapatát erősítette. A Vardarnak története során először sikerült bejutnia a Final 4 döntőjébe, de a csapat nem tudta legyőzni a győri együttest, így Pessoa a szezon végén távozott a klubtól, visszatért Oroszországba és a Rosztov-Don játékosa lett. 1 évre írt alá, de a szezon végén még 3 évvel hosszabbította szerződését az orosz klubbal. 2021 elején az orosz klub még egy hosszabbítást ajánlott fel a brazil világbajnoknak, ám ezt Pessoa elutasította. Nem sokkal később a román Dunărea Brăila lehozta a hírt, hogy Pessoa aláírt náluk, a hírt maga a világ-és Pánamerika-bajnok brazil kézilabdakapus is megerősítette.

## Sikerei, díjai
- Román nemzeti kézilabda-liga:
  -  Aranyérmes: 2015, 2016
- Román kupa:
  -  Ezüstérmes: 2015
- EHF-bajnokok ligája:
  -  Aranyérmes: 2016
  -  Ezüstérmes: 2017, 2019
- Orosz Szuperliga:
  -  Aranyérmes: 2013, 2014
- Francia Bajnokság:
  -  Ezüstérmes: 2012